# Lista över Frankrikes regenter
För frankiska regenter före 987, se lista över frankiska kungar. För Frankrikes presidenter från och med 1870, se lista över Frankrikes presidenter.
Det här är en lista över Frankrikes regenter. Den omfattar de personer som har varit kung eller kejsare av Frankrike, från Hugo Capets tillträde 987 till Napoleon III:s avsättning 1870. Ett rike styrt av en ensam härskare började uppstå i Gallien (nuvarande Frankrike) när det Västromerska riket började falla samman under 400-talet. De saliska frankerna blev den ledande stammen i området och under dem grundades Frankerriket, som blev Frankrikes föregångare. Merovingerna blev den härskande ätten över alla franker i början av 500-talet och kom, både under tider då riket var enat och tider då det var delat, att härska till mitten av 700-talet, då den siste merovingiske kungen blev avsatt av Pippin den lille (som var far till Karl den store). Denne kom därmed att grunda den nya kungaätten Karolingerna, som i sin tur kom att härska över Frankerriket och, efter dess delning genom fördraget i Verdun 843, det Västfrankiska riket fram till slutet av 900-talet. Dessa regenter listas på lista över frankiska kungar.
987 blev Hugo Capet den förste Capetingerkungen och från och med denna tid började riket mer ses som Frankrike, snarare än Västfrankiska riket, eftersom man började överge planerna på att återförena det med Burgund och det Östfrankiska riket. Även om titeln Frankernas konung officiellt fanns kvar fram till början av 1200-talet började den gradvis att användas allt mindre, medan standardtiteln blev Kung av Frankrike. Även titeln Kung av Frankrike och Navarra användes från slutet av 1200-talet till början av 1300-talet och från slutet av 1500-talet till franska revolutionens utbrott 1789. Därefter användes, under den korta tiden innan Ludvig XVI avsattes, titeln Fransmännens konung, vilken även återuppstod efter julirevolutionen 1830. Både Napoleon I och Napoleon III var kejsare och bar därför titeln Fransmännens kejsare.
I och med franska revolutionen avskaffades det franska kungadömet och republik infördes, men efter några år gjorde sig Napoleon Bonaparte till kejsare och efter hans tid återupprättades kungadömet i början av 1800-talet. 1848 blev Frankrike på nytt republik, vilken dock avskaffades 1852. Då blev Napoleon III landets kejsare. Sedan han hade blivit avsatt 1870 blev landet ånyo republik och har så förblivit till idag. Listan över Frankrikes statschefer fortsätter därför på lista över Frankrikes presidenter.
Förutom de franska kungarna gjorde även de engelska och sedermera brittiska regenterna 1340–1360 och 1369–1801 anspråk på den franska tronen. För en kort tid hade anspråken viss grund, då Karl VI genom fördraget i Troyes 1420 erkände sin svärson Henrik V av England som fransk regent och sin tronarvinge. Henrik V dog före Karl VI och därför efterträdde hans son Henrik VI av England sin morfar Karl VI som kung av Frankrike. Största delen av norra Frankrike var i engelsmännens händer till 1435, men 1453 hade engelsmännen drivits bort från hela Frankrike, utom Calais (och Kanalöarna), och skulle komma att behålla Calais i ytterligare 100 år (till 1558). Emellertid fortsatte de engelska och sedan brittiska regenterna att hävda dessa anspråk fram till grundandet av Förenade kungariket Storbritannien och Irland 1801. Mellan 1337 och 1422 hade engelska kungar också hävdat anspråken, men bara då och då.

## Capetingerna
När ståthållaren Hugo Capet blev kung 987 efterträdde Capetingerna de tidigare Karolingerna. De direkta Capetingerna regerade fram till 1328, då Karl IV dog utan barn. Han efterträddes då av sin yngre bror Filip VI, som därmed kom att grunda grenen Valois av den capetingska dynastin.
| Namn Svenska · Modern franska                              | Bild | Födelse                                                                                            | Tillträde                                                                        | Frånträde                             | Död                                   | Källor |
| ---------------------------------------------------------- | ---- | -------------------------------------------------------------------------------------------------- | -------------------------------------------------------------------------------- | ------------------------------------- | ------------------------------------- | ------ |
| Hugo Capet Hugues Capet                                    |      | Omkring 939 eller 940 i Paris son till Hugo den vite och Hedvig av Sachsen                         | Kung 3 juli 987 efter Ludvig lättingens död                                      | 24 oktober 996 i Paris                | 24 oktober 996 i Paris                | [ 1 ]  |
| Robert II (den fromme/den vise) Robert II le Pieux/le Sage |      | 27 mars 972 i Orléans son till Hugo Capet och Adelheid av Akvitanien                               | Kung 24 oktober 996 vid Hugo Capets död                                          | 20 juli 1031 i Melun                  | 20 juli 1031 i Melun                  | [ 2 ]  |
| Henrik I Henri I                                           |      | 4 maj 1008 i Reims son till Robert II och Constance av Arles                                       | Kung 20 juli 1031 vid Robert II:s död                                            | 4 augusti 1060 i Vitry-aux-Loges      | 4 augusti 1060 i Vitry-aux-Loges      | [ 3 ]  |
| Filip I (den kärleksfulle) Philippe I l'Amoureux           |      | 23 maj 1052 son till Henrik I och Anna av Kiev                                                     | Kung 4 augusti 1060 vid Henrik I:s död                                           | 29 juli 1108 i Melun                  | 29 juli 1108 i Melun                  | [ 4 ]  |
| Ludvig VI (den tjocke) Louis VI le Gros                    |      | 1 december 1081 i Paris son till Filip I och Bertha av Holland                                     | Kung 29 juli 1108 vid Filip I:s död                                              | 1 augusti 1137 i Béthisy-Saint-Pierre | 1 augusti 1137 i Béthisy-Saint-Pierre | [ 5 ]  |
| Ludvig VII (den unge) Louis VII le Jeune                   |      | 1120 son till Ludvig VI och Adelaide av Savojen                                                    | Kung 1 augusti 1137 vid Ludvig VI:s död                                          | 18 september 1180 i Saint-Pont        | 18 september 1180 i Saint-Pont        | [ 6 ]  |
| Filip II August Philippe II Auguste                        |      | 21 augusti 1165 i Gonesse son till Ludvig VII och Alix av Champagne                                | Kung 18 september 1180 vid Ludvig VII:s död                                      | 14 juli 1223 i Mantes-la-Jolie        | 14 juli 1223 i Mantes-la-Jolie        | [ 7 ]  |
| Ludvig VIII (Lejonet) Louis VIII le Lion                   |      | 5 september 1187 i Paris son till Filip II August och Isabella av Hainaut                          | Kung 14 juli 1223 vid Filip II Augusts död                                       | 8 november 1226 i Château Montpensier | 8 november 1226 i Château Montpensier | [ 8 ]  |
| Ludvig IX (den helige) Saint Louis IX                      |      | 25 april 1214 i Poissy son till Ludvig VIII och Blanche av Kastilien                               | Kung 8 november 1226 vid Ludvig VIII:s död                                       | 25 augusti 1270 i Tunis i Nordafrika  | 25 augusti 1270 i Tunis i Nordafrika  | [ 9 ]  |
| Filip III (den djärve) Philippe III le Hardi               |      | 30 april 1245 i Poissy son till Ludvig IX och Margareta av Provence                                | Kung 25 augusti 1270 vid Ludvig IX:s död                                         | 5 oktober 1285 i Perpignan            | 5 oktober 1285 i Perpignan            | [ 10 ] |
| Filip IV (den sköne) Philippe IV le Bel                    |      | Någon gång mellan april och juni 1268 i Fontainebleau son till Filip III och Isabella av Aragonien | Kung 5 oktober 1285 vid Filip III:s död                                          | 29 november 1314 i Fontainebleau      | 29 november 1314 i Fontainebleau      | [ 11 ] |
| Ludvig X (den trätgirige) Louis X le Hutin                 |      | 4 oktober 1289 i Paris son till Filip IV och Johanna I av Navarra                                  | Kung 29 november 1314 vid Filip IV:s död                                         | 5 juni 1316 i Vincennes               | 5 juni 1316 i Vincennes               | [ 12 ] |
| Johan I (den postume) Jean I le Posthume                   |      | Kung vid födseln 15 november 1316 i Paris son till Ludvig X och Clemence d'Anjou                   | Kung vid födseln 15 november 1316 i Paris son till Ludvig X och Clemence d'Anjou | 20 november 1316 i Paris              | 20 november 1316 i Paris              | [ 13 ] |
| Filip V (den långe) Philippe V le Long                     |      | Omkring 1292 i Paris son till Filip IV och Johanna I av Navarra                                    | Kung 20 november 1316 vid Johan I:s död                                          | 3 januari 1322 i Paris                | 3 januari 1322 i Paris                | [ 14 ] |
| Karl IV (den sköne) Charles IV le Bel                      |      | 15, 18 eller 19 juni 1294 i Clermont son till Filip IV och Johanna I av Navarra                    | Kung 3 januari 1322 vid Filip V:s död                                            | 1 februari 1328 i Vincennes           | 1 februari 1328 i Vincennes           | [ 15 ] |
| Namn Svenska · Modern franska                              | Bild | Födelse                                                                                            | Tillträde                                                                        | Frånträde                             | Död                                   | Källor |

## Ätten Valois
När Karl IV dog barnlös övertogs tronen av Filip VI, som var sonson till Filip III. Därmed grundades ätten Valois, som var en sidogren av ätten Capet och kom att sitta på tronen till 1589.
| Namn Svenska · Modern franska                                                                 | Bild | Födelse                                                                       | Tillträde                                | Frånträde                                                          | Död                                                                | Källor |
| --------------------------------------------------------------------------------------------- | ---- | ----------------------------------------------------------------------------- | ---------------------------------------- | ------------------------------------------------------------------ | ------------------------------------------------------------------ | ------ |
| Filip VI (den lyckosamme) Philippe VI le Fortuné                                              |      | 1293 son till Filip III:s son Karl av Valois och Margareta av Sicilien        | Kung 1 april 1328 efter Karl IV:s död    | 22 augusti 1350 i Nogent-le-Roi                                    | 22 augusti 1350 i Nogent-le-Roi                                    | [ 16 ] |
| Johan II (den gode) Jean II le Bon                                                            |      | 16 april 1319 i Le Mans son till Filip VI och Johanna av Burgund              | Kung 22 augusti 1350 vid Filip VI:s död  | 8 april 1364 på slottet Savoy Palace i London i England            | 8 april 1364 på slottet Savoy Palace i London i England            | [ 17 ] |
| Karl V (den vise) Charles V le Sage                                                           |      | 21 januari 1338 i Vincennes son till Johan II och Bonne av Luxemburg          | Kung 8 april 1364 vid Johan II:s död     | 16 september 1380 i Beauté-sur-Marne                               | 16 september 1380 i Beauté-sur-Marne                               | [ 18 ] |
| Karl VI (den älskade/den galne) Charles VI le Bien-aimé/le Fol                                |      | 3 december 1368 i Paris son till Karl V och Jeanne av Bourbon                 | Kung 16 september 1380 vid Karl V:s död  | 21 oktober 1422 i Paris                                            | 21 oktober 1422 i Paris                                            | [ 19 ] |
| Karl VII (den segerrike/den vältjänade) Charles VII le Victorieux/le Bien Servi               |      | 22 februari 1403 i Paris son till Karl VI och Isabella av Bayern              | Kung 21 oktober 1422 vid Karl VI:s död   | 22 juli 1461 i Mehun-sur-Yèvre                                     | 22 juli 1461 i Mehun-sur-Yèvre                                     | [ 20 ] |
| Ludvig XI (den försiktige/den universelle spindeln) Louis VII le Prudent/l'Universelle aragne |      | 3 juli 1423 i Bourges son till Karl VII och Marie av Anjou                    | Kung 22 juli 1461 vid Karl VII:s död     | 30 augusti 1483 på slottet Château de Plessis-lez-Tours i La Riche | 30 augusti 1483 på slottet Château de Plessis-lez-Tours i La Riche | [ 21 ] |
| Karl VIII (den älskvärde) Charles VIII l'Affable                                              |      | 30 juni 1470 på slottet i Amboise son till Ludvig XI och Charlotte av Savoyen | Kung 30 augusti 1483 vid Ludvig XI:s död | 7 april 1498 på slottet i Amboise                                  | 7 april 1498 på slottet i Amboise                                  | [ 22 ] |
| Namn Svenska · Modern franska                                                                 | Bild | Födelse                                                                       | Tillträde                                | Frånträde                                                          | Död                                                                | Källor |

### Grenen Orléans
När Karl VIII dog utan manliga arvingar tog Ludvig XII, som var syssling och svärson till Karls far Ludvig XI, över tronen och därmed kom grenen Orléans av ätten Valois på tronen. Denna gren utslocknade dock med Ludvig, varefter grenen Angoulême tog över.
| Namn Svenska · Modern franska                          | Bild | Födelse | Tillträde                             | Frånträde                             | Död                                   | Källor |
| ------------------------------------------------------ | ---- | --- | ------------------------------------- | ------------------------------------- | ------------------------------------- | ------ |
| Ludvig XII (Folkets fader) Louis XII le Père du Peuple |      | 27 juni 1462 på slottet i Blois son till hertig Karl av Orléans (som var sonson till Karl V) och Maria av Kleve | Kung 7 april 1498 vid Karl VIII:s död | 1 januari 1515 i Hôtel des Tournelles | 1 januari 1515 i Hôtel des Tournelles | [ 23 ] |
| Namn Svenska · Modern franska                          | Bild | Födelse | Tillträde                             | Frånträde                             | Död                                   | Källor |

### Grenen Angoulême
Vid Ludvig XII:s död utan manliga arvingar övertogs tronen av hans kusin Frans I och därmed kom grenen Angoulême av ätten Valois på tronen. Denna gren kom att regera till 1589.
| Namn Svenska · Modern franska                                                                             | Bild | Födelse | Tillträde                                | Frånträde                                       | Död                                             | Källor |
| --- | ---- | --- | ---------------------------------------- | ----------------------------------------------- | ----------------------------------------------- | ------ |
| Frans I (Lärdomens/litteraturens fader och återupprättare) François I le Père et Restaurateur des Lettres |      | 12 september 1494 på slottet i Cognac son till Karl av Angoulême (som var sonson till Karl V) och Louise av Savojen | Kung 1 januari 1515 vid Ludvig XII:s död | 31 mars 1547 på slottet i Rambouillet           | 31 mars 1547 på slottet i Rambouillet           | [ 24 ] |
| Henrik II Henri II                                                                                        |      | 31 mars 1519 på slottet i Saint-Germain-en-Laye son till Frans I och Claude                                         | Kung 31 mars 1547 vid Frans I:s död      | 10 juli 1559 på torget Place des Vosges i Paris | 10 juli 1559 på torget Place des Vosges i Paris | [ 25 ] |
| Frans II François II                                                                                      |      | 19 januari 1544 på slottet i Fontainebleau son till Henrik II och Katarina av Medici                                | Kung 10 juli 1559 vid Henrik II:s död    | 5 december 1560 i Orléans                       | 5 december 1560 i Orléans                       | [ 26 ] |
| Karl IX Charles IX                                                                                        |      | 27 juni 1550 i Saint-Germain-en-Laye son till Henrik II och Katarina av Medici                                      | Kung 5 december 1560 vid Frans II:s död  | 30 maj 1574 i Vincennes                         | 30 maj 1574 i Vincennes                         | [ 27 ] |
| Henrik III Henri III                                                                                      |      | 19 september 1551 på slottet i Fontainebleau son till Henrik II och Katarina av Medici                              | Kung 30 maj 1574 vid Karl IX:s död       | 2 augusti 1589 i Saint-Cloud                    | 2 augusti 1589 i Saint-Cloud                    | [ 28 ] |
| Namn Svenska · Modern franska                                                                             | Bild | Födelse | Tillträde                                | Frånträde                                       | Död                                             | Källor |

## Ätten Bourbon
Henrik III blev mördad med en förgiftad dolk 1589. På dödsbädden utsåg han sin systers man Henrik IV till Frankrikes kung och genom honom kom ätten Bourbon på tronen. Denna ätt förblev på tronen så länge kungadömet varade, från 1589 till 1792 och sedan under den återinförda monarkin 1814–1848.
| Namn Svenska · Modern franska                                                       | Bild | Födelse | Tillträde                                  | Frånträde                                           | Död                                                                            | Källor        |
| ----------------------------------------------------------------------------------- | ---- | --- | ------------------------------------------ | --------------------------------------------------- | ------------------------------------------------------------------------------ | ------------- |
| Henrik IV (den gode kungen/den gröne kavaljeren) Henri IV le Bon Roi/le Vert-Galant |      | 13 december 1553 i Pau son till Anton av Bourbon och Johanna III av Navarra                                | Kung 2 augusti 1589 vid Henrik III:s död   | 14 maj 1610 i Paris (mördad av François Ravaillac)  | 14 maj 1610 i Paris (mördad av François Ravaillac)                             | [ 29 ]        |
| Ludvig XIII (den rättvise) Louis XIII le Juste                                      |      | 27 september 1601 på slottet i Fonainebleau son till Henrik IV och Maria av Medici                         | Kung 14 maj 1610 vid Henrik IV:s död       | 14 maj 1643 i Paris                                 | 14 maj 1643 i Paris                                                            | [ 30 ]        |
| Ludvig XIV (den store/Solkungen) Louis XIV le Grand/le Roi Soleil                   |      | 5 september 1638 på slottet i Saint-Germain-en-Laye son till Ludvig XIII och Anna av Österrike             | Kung 14 maj 1643 vid Ludvig XIII:s död     | 1 september 1715 på slottet i Versailles            | 1 september 1715 på slottet i Versailles                                       | [ 31 ] [ 32 ] |
| Ludvig XV (den älskade) Louis XV le Bien-Aimé                                       |      | 15 februari 1710 på slottet i Versailles son till Ludvig XIV:s sonson Ludvig och Marie-Adélaïde av Savojen | Kung 1 september 1715 vid Ludvig XIV:s död | 10 maj 1774 på slottet i Versailles                 | 10 maj 1774 på slottet i Versailles                                            | [ 33 ]        |
| Ludvig XVI (den siste) Louis XVI le Dérnier                                         |      | 23 augusti 1754 på slottet i Versailles son till Ludvig XV:s son Ludvig och Maria Josefa av Sachsen        | Kung 10 maj 1774 vid Ludvig XV:s död       | 21 september 1792 avsatt under franska revolutionen | 21 januari 1793 avrättad genom giljotinering på Place de la Revolution i Paris | [ 34 ]        |
| Namn Svenska · Modern franska                                                       | Bild | Födelse | Tillträde                                  | Frånträde                                           | Död                                                                            | Källor        |

### Omstridd pretendent
När Ludvig XVI avrättades 1793 erkände rojalisterna omedelbart hans son som kung under namnet Ludvig XVII. De ansåg honom vara fransk kung till hans egen död 1795, men han hade i praktiken ingen reell makt, eftersom nationalkonventet hade makten och kungadömet var avskaffat. Dessutom satt den unge Ludvig fängslad under hela sin tid som "kung".
| Namn Svenska · Modern franska | Bild | Födelse                                                                       | Tillträde                                                                      | Frånträde                                       | Död                                             | Källor |
| ----------------------------- | ---- | ----------------------------------------------------------------------------- | ------------------------------------------------------------------------------ | ----------------------------------------------- | ----------------------------------------------- | ------ |
| Ludvig XVII Louis XVII        |      | 27 mars 1785 på slottet i Versailles son till Ludvig XVI och Marie-Antoinette | Titulärkung (erkänd av rojalister) 21 januari 1793 vid Ludvig XVI:s avrättning | 8 juni 1795 i fängelse i slottet Temple i Paris | 8 juni 1795 i fängelse i slottet Temple i Paris | [ 35 ] |
| Namn Svenska · Modern franska | Bild | Födelse                                                                       | Tillträde                                                                      | Frånträde                                       | Död                                             | Källor |

## Första republiken
Sommaren 1789 utbröt revolution i Frankrike mot det kungliga styret och de adliga privilegierna. Redan samma år blev kungen Ludvig XVI fängslad, men inte avsatt. Hans titel ändrades dock från Kung av Frankrike till Fransmännens konung. Sedan han med hustrun Marie-Antoinette och deras barn den 20 juni 1791 hade gjort ett misslyckat försök att fly från Paris, med hjälp av drottningens svenske älskare Axel von Fersen, hårdnade dock bevakningen och fler och fler krav på att kungen skulle avsättas och republik införas hördes. Den 20 september 1792 tillträdde nationalkonventet, som blev Frankrikes konstituerande och lagstiftande makt och vars första ärende blev att avsätta kungen dagen därpå. Politikern Maximilien de Robespierre blev dess ledande medlem (1793–1794) och kom att styra Frankrike närmast som diktator, innan han störtades och så småningom avrättades.
Nationalkonventet upplöstes den 2 november 1795 och efterträddes samma dag av direktoriet med Paul Barras som ledande medlem. Detta ägde bestånd fram till 9 november 1799, då Napoleon I tog makten genom Brumairekuppen och enligt gammal romersk sed istället lät införa ett konsulat med sig själv som främste konsul. Detta avskaffades i sin tur den 18 maj 1804, då Napoleon lät utropa sig själv till kejsare.
| Namn Svenska · Modern franska                                                           | Bild                      | Tillträde         | Frånträde       | Källor |
| --------------------------------------------------------------------------------------- | ------------------------- | ----------------- | --------------- | ------ |
| Nationalkonventet med Maximilien de Robespierre som främste medlem Convention nationale | Maximilien de Robespierre | 20 september 1792 | 2 november 1795 |        |
| Direktoriet med Paul Barras som främste medlem Directoire                               | Paul Barras               | 2 november 1795   | 9 november 1799 |        |
| Konsulatet med Napoleon Bonaparte som förste konsul Consulat                            | Napoleon Bonaparte        | 9 november 1799   | 18 maj 1804     | [ 36 ] |
| Namn Svenska · Modern franska                                                           | Bild                      | Tillträde         | Frånträde       | Källor |

## Första kejsardömet
1804 utropade sig Napoleon till kejsare och blev därmed Frankrikes statschef för de kommande tio åren. Under hans tid vid makten rasade de så kallade Napoleonkrigen då Frankrike var i krig med större delen av övriga Europa och hade Storbritannien som huvudfiende. 1814 avsattes Napoleon och förpassades till medelhavsön Elba och kungadömet återupprättades genom att Ludvig XVIII (bror till den avrättade Ludvig XVI) blev kung.
| Namn Svenska · Modern franska              | Bild | Födelse                                                                                       | Tillträde                                        | Frånträde            | Död | Källor |
| ------------------------------------------ | ---- | --------------------------------------------------------------------------------------------- | ------------------------------------------------ | -------------------- | --- | ------ |
| Napoleon I (den store) Napoléon I le Grand |      | 15 augusti 1769 i Ajaccio på Korsika son till advokaten Carlo Buonaparte och Letizia Ramolino | Kejsare 18 maj 1804 då han avskaffade konsulatet | 11 april 1814 avsatt |     | [ 36 ] |
| Namn Svenska · Modern franska              | Bild | Födelse                                                                                       | Tillträde                                        | Frånträde            | Död | Källor |

## Ätten Bourbon
1814 återupprättades monarkin och Ludvig XVI:s bror Ludvig XVIII blev kung. Redan året därpå blev han dock avsatt av Napoleon, som återvände från Elba och på nytt utropade sig till kejsare.
| Namn Svenska · Modern franska | Bild | Födelse                                                                                        | Tillträde                                   | Frånträde                       | Död | Källor |
| ----------------------------- | ---- | ---------------------------------------------------------------------------------------------- | ------------------------------------------- | ------------------------------- | --- | ------ |
| Ludvig XVIII Louis XVIII      |      | 17 november 1755 på slottet i Versailles son till kronprins Ludvig och Maria Josefa av Sachsen | Kung 11 april 1814 vid Napoleons avsättning | 20 mars 1815 avsatt av Napoleon |     | [ 37 ] |
| Namn Svenska · Modern franska | Bild | Födelse                                                                                        | Tillträde                                   | Frånträde                       | Död | Källor |

## Andra kejsardömet
1815 återkom Napoleon till makten, men var på nytt kejsare i endast knappt 100 dagar. Den 18 juni detta år led han sitt stora nederlag i slaget vid Waterloo och fyra dagar senare abdikerade han till förmån för sin son Napoleon II. Denne tillträdde dock i praktiken aldrig (han befann sig under de dagar han räknades som kejsare i Wien hos sin mor) och den 7 juli återupprättades monarkin på nytt, genom att Ludvig XVIII ånyo blev kung. Napoleon sändes denna gång till ön Sankta Helena i Sydatlanten, där han avled 1821.
| Namn Svenska · Modern franska              | Bild | Födelse                                                                                       | Tillträde                                          | Frånträde                                                  | Död                                       | Källor |
| ------------------------------------------ | ---- | --------------------------------------------------------------------------------------------- | -------------------------------------------------- | ---------------------------------------------------------- | ----------------------------------------- | ------ |
| Napoleon I (den store) Napoléon I le Grand |      |                                                                                               | Kejsare 20 mars 1815 vid Ludvig XVIII:s avsättning | 22 juni 1815 abdikerad till förmån för sin son Napoleon II | 5 maj 1821 på Sankta Helena i Sydatlanten | [ 36 ] |
| Napoleon II Napoléon II                    |      | 20 mars 1811 på slottet Tuilerierna i Paris son till Napoleon I och Marie Louise av Österrike | Kejsare 22 juni 1815 vid Napoleon I:s abdikation   | 7 juli 1815 avsatt vid återupprättandet av monarkin        | 17 december 1847 i Parma i Italien        | [ 38 ] |
| Namn Svenska · Modern franska              | Bild | Födelse                                                                                       | Tillträde                                          | Frånträde                                                  | Död                                       | Källor |

## Ätten Bourbon
1815 återupprättades monarkin på nytt och Ludvig XVIII blev åter kung. Vid hans död 1824 efterträddes han av sin bror Karl X. Denne blev dock avsatt under julirevolutionen 1830. Rojalister erkände både hans son Ludvig Anton som Ludvig XIX under de 20 minuter som förflöt mellan Karl X:s undertecknande av abdikationshandlingarna och hans eget undertecknande, och hans sonson Henrik som Henrik V i en vecka efter detta. Dessa båda är dock ifrågasatta, eftersom de inte erkändes av den franska staten och aldrig tillträdde i praktiken.
| Namn Svenska · Modern franska | Bild | Födelse | Tillträde | Frånträde | Död                                          | Källor |
| ----------------------------- | ---- | --- | --- | --- | -------------------------------------------- | ------ |
| Ludvig XVIII Louis XVIII      |      | | Kung 7 juli 1815 vid återupprättandet av monarkin | 16 september 1824 på slottet Louvren i Paris | 16 september 1824 på slottet Louvren i Paris | [ 37 ] |
| Karl X Charles X              |      | 9 oktober 1757 på slottet i Versailles son till kronprins Ludvig och Maria Josefa av Sachsen                           | Kung 16 september 1824 vid Ludvig XVIII:s död | 2 augusti 1830 avsatt under julirevolutionen | 6 november 1836 i Gorizia i Italien          | [ 39 ] |
| Ludvig XIX Louis XIX          |      | 6 augusti 1775 på slottet i Versailles son till Karl X och Maria Teresa av Savojen                                     | Kung (erkänd av rojalister) i 20 minuter under 2 augusti 1830 vid Karl X:s abdikation, innan han själv "abdikerade" (skrev under abdikationshandlingarna) | Kung (erkänd av rojalister) i 20 minuter under 2 augusti 1830 vid Karl X:s abdikation, innan han själv "abdikerade" (skrev under abdikationshandlingarna) | 3 juni 1844 i Gorizia i Italien              |        |
| Henrik V Henri V              |      | 29 september 1820 på slottet Tuilerierna i Paris son till Karl X:s son Karl Ferdinand och Carolina av Bägge Sicilierna | Kung (erkänd av rojalister, men aldrig tillträdd) 2 augusti 1830 vid Ludvig XIX:s "abdikation"                                                            | 9 augusti 1830 då nationalförsamlingen istället utsåg Ludvig Filip I till kung                                                                            | 24 augusti 1883 i Frohsdorf i Österrike      |        |
| Namn Svenska · Modern franska | Bild | Födelse | Tillträde | Frånträde | Död                                          | Källor |

## Julimonarkin(Sidogrenen Orléans)
Efter julirevolutionen 1830 utropades istället Ludvig Filip I som Fransmännens kung (franska: roi des Français).
Denne var avlägset släkt med Ludvig XVIII och Karl X och dessutom ättling till Ludvig XIII. Han var kung i 18 år och hans styre kom efter revolutionen att kallas julimonarkin. 1848 utbröt på nytt revolution i Frankrike (kallad februarirevolutionen), vilken spred sig till större delen av Europa. Under denna blev Ludvig Filip avsatt och Frankrike fick för första gången en president.
| Namn Svenska · Modern franska                                    | Bild | Födelse | Tillträde                                                    | Frånträde                                          | Död                                                              | Källor |
| ---------------------------------------------------------------- | ---- | --- | ------------------------------------------------------------ | -------------------------------------------------- | ---------------------------------------------------------------- | ------ |
| Ludvig Filip I (medborgarkungen) Louis Philippe I le Roi Citoyen |      | 6 oktober 1773 på slottet Palais-Royal i Paris son till hertig Ludvig Filip av Orléans och Louise Marie Adelaide av Bourbon | Kung 9 augusti 1830 då han utnämndes av nationalförsamlingen | 24 februari 1848 avsatt under februarirevolutionen | 26 augusti 1850 på residenset Claremont House i Surrey i England | [ 40 ] |
| Namn Svenska · Modern franska                                    | Bild | Födelse | Tillträde                                                    | Frånträde                                          | Död                                                              | Källor |

## Andra republiken
Genom februarirevolutionen 1848 störtades monarkin och efter att Frankrike under större delen av året hade styrts av tillförordnade ledare valdes Napoleons brorson Louis-Napoléon Bonaparte istället till president i Frankrikes första presidentval någonsin. 1851 genomförde han en statskupp och lät året därpå utropa sig till kejsare under namnet Napoleon III.
| Namn                                            | Bild                             | Födelse                                                                                      | Tillträde                                                                                      | Frånträde                                                                | Död                      | Källor |
| ----------------------------------------------- | -------------------------------- | -------------------------------------------------------------------------------------------- | ---------------------------------------------------------------------------------------------- | ------------------------------------------------------------------------ | ------------------------ | ------ |
| Jacques-Charles Dupont de l'Eure                |                                  | 27 februari 1767 i Neubourg i Normandie                                                      | President i republikens provisoriska regering 24 februari 1848 vid Ludvig Filip I:s avsättning | 9 maj 1848 avgick till förmån för verkställande kommissionen             | 3 mars 1855              |        |
| Verkställande kommissionen Commission éxécutive | Republiken Frankrikes statsvapen |                                                                                              | 10 maj 1848 efter Jacques-Charles Dupont de l'Eures avgång                                     | 24 juni 1848 upplöst av nationalförsamlingen genom misstroendeförklaring |                          |        |
| Louis Eugène Cavaignac                          |                                  | 15 oktober 1802 i Paris                                                                      | Ministerrådets president 28 juni 1848 efter att Verkställande kommissionen hade blivit upplöst | 20 december 1848 avgick till förmån för den nyvalde presidenten          | 28 oktober 1857 i Sarthe |        |
| Louis Napoléon Bonaparte                        |                                  | 20 april 1808 i Paris son till Napoleon I:s bror Louis Bonaparte och Hortense de Beauharnais | President 20 december 1848 vid Cavaignacs avgång                                               | 2 december 1852 utropad till kejsare                                     |                          | [ 41 ] |
| Namn                                            | Bild                             | Födelse                                                                                      | Tillträde                                                                                      | Frånträde                                                                | Död                      | Källor |

## Andra kejsardömet
Louis-Napoléon lät utropa sig till kejsare 1852. Han förblev sedan på denna post fram till 1870, då han under fransk-tyska kriget blev tillfångatagen av preussarna i slaget vid Sedan den 2 september. Två dagar senare blev han avsatt av de franska styrkorna.
| Namn Svenska · Modern franska | Bild | Födelse | Tillträde                                             | Frånträde                                                                                                  | Död                                                  | Källor |
| ----------------------------- | ---- | ------- | ----------------------------------------------------- | --- | ---------------------------------------------------- | ------ |
| Napoleon III Napoléon III     |      |         | Kejsare 2 december 1852 efter en statskupp året innan | 4 september 1870 avsatt av militären sedan han två dagar tidigare hade blivit tillfångatagen av preussarna | 9 januari 1873 i Chislehurst i Kent i Storbritannien | [ 41 ] |
| Namn Svenska · Modern franska | Bild | Födelse | Tillträde                                             | Frånträde                                                                                                  | Död                                                  | Källor |

Under kriget blev det uppror i Paris (den så kallade Pariskommunen). Den nationella försvarsregeringen, som var en del av kommunen, styrde sedan Frankrike i ett år, innan en ny president tillträdde 1871. Sedan dess har Frankrike varit republik och haft presidenter som statschefer och listan fortsätter därför på lista över Frankrikes presidenter.